# Josef Malý (gymnasta)
Josef Malý (* 25. března 1894, Praha – 23. března 1943, Věznice Plötzensee) byl československý gymnasta. Zúčastnil se Letních olympijských her 1920 v Antverpách a obsadil zde 4. místo v soutěži družstev mužů. Za odbojovou činnost byl 23. března 1943 popraven gilotinou v berlínské věznici Plötzensee.